# جيمس إس. ويلي
جيمس إس. ويلي هو محامي وسياسي أمريكي، ولد في 22 يناير 1808 في ميركر في الولايات المتحدة، وتوفي في 21 ديسمبر 1891 في فرايبورغ في الولايات المتحدة. نشط حزبياً في الحزب الديمقراطي. وقد انتخب عضو مجلس النواب الأمريكي ‏.